# ۳۸۷ (میلادی)

## رویدادها
- سنت آگوستین به دست سنت آمبروز تعمید شد.

## زادروزها
- سنت پاتریک (قدیس حامی ایرلند) زاده شد.

## درگذشت‌ها
- سانتا مونیکا، مادر سنت آگوستین، مرد.